# Коктебель (фільм)
«Коктебель» — російській фільм Олексія Попогребського та Бориса Хлєбнікова 2003 року.

## Сюжет
Син та батько їдуть з Москви в Коктебель. В Москві у них нічого не лишилося, а біля моря є надія розпочати нове життя. Для батька дорога — спроба повернути втрачену віру в себе, дружбу і довіру сина. Для хлопчика мета — селище Коктебель, де в пагорбах біля моря постійно дме вітер, в якому панує альбатрос.

## Фестивалі та премії
У 2003—2004 роках автори фільму були удостоєні багатьох премій і нагород у різних номінаціях, у тому числі: Премія «Золотий Овен» (2003), МФ фільмів про права людини «Сталкер» в Москві (2003), XXV МКФ у Москві (2003, Спеціальний приз журі «Срібний Георгій», Спеціальне згадування журі FIPRESCI, Диплом журі російської критики), МКФ в Карлових Варах (2003, Приз «Свобода» (премія «Філіп Морріс»), КФ «Вікно в Європу» у Виборзі (2003, Приз за найкращий дебют), МКФ у Каннах (2004, Приз FIPRESCI «Відкриття року»), МКФ в Брюсселі (2004, Спец. приз), МКФ в Берліні (2004, участь у Програмі «Forum»), МКФ goEast у Вісбадені (2004, Головний приз «Золота лілія»), МКФ Cinemanila на Філіппінах (2004, Гран-прі журі).